# Liste schiefer Türme

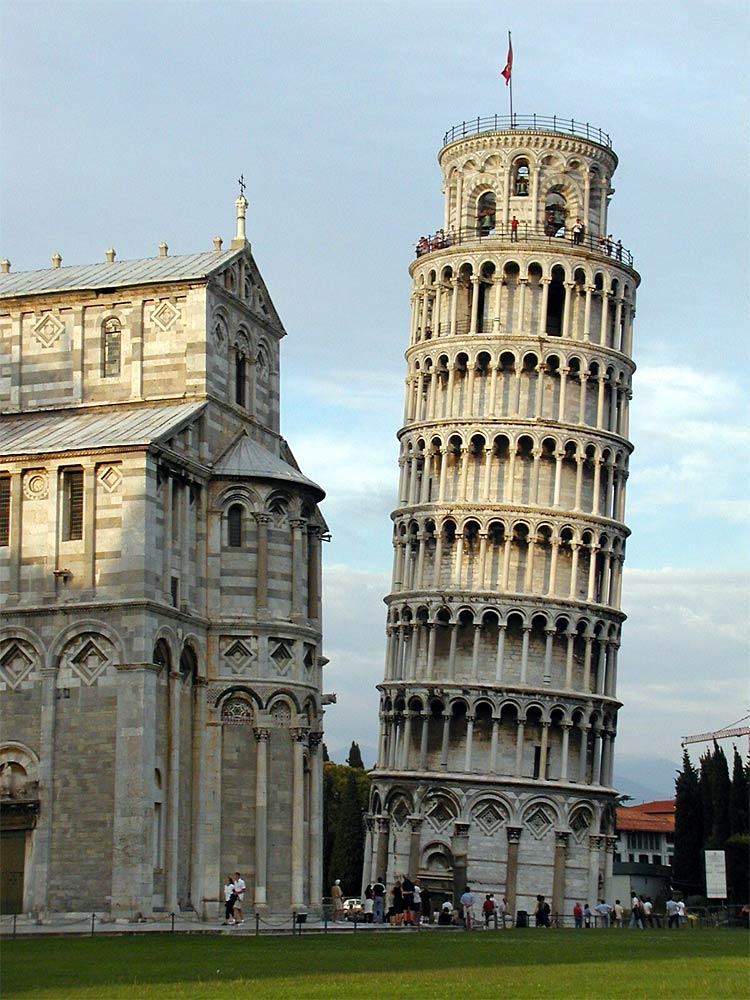
Der Schiefe Turm von Pisa (2004?)

Ein schiefer Turm ist ein aus der Vertikalen geneigter Turm. Schiefe Türme können unabsichtlich durch ungleichmäßiges Absinken des Bodens entstehen. Sie können aber für spezielle Anforderungen auch absichtlich schief errichtet worden sein. Das weltweit bekannteste Beispiel ist der Schiefe Turm von Pisa. Der höchste schiefe Turm ist mit 175 Metern der Turm des Montrealer Olympiastadions. Der (unabsichtlich) „schiefste“ Turm der Welt ist laut Rekord-Institut für Deutschland (RID) seit dem 11. September 2022 der Schiefe Turm von Gau-Weinheim. Er löst den bis dahin erstplatzierten Kirchturm von Suurhusen in Ostfriesland ab, wo es eine besondere Dichte an schiefen Bauwerken gibt.
Gebäude mit geneigter Kubatur und Fassade, deren Geschossebenen aber horizontal sind, werden nicht als „schiefer Turm“ bezeichnet.

## Schiefe Türme

### Deutschland
Die Sortierung erfolgt nach Neigungswinkel.
| Bild                                                             | Bauwerk                        | Bauwerktyp            | Ort                                             | Neigung in ∡Grad                 | Überhang                       |
| ---------------------------------------------------------------- | ------------------------------ | --------------------- | ----------------------------------------------- | -------------------------------- | ------------------------------ |
| Aussichtsturm am Senftenberger See                               | Aussichtsturm Südsee           | Aussichtsturm         | Brandenburg, Hosena                             | 10°                              |                                |
| Kirchturm aus dem 13. Jhdt. in Midlum (Rheiderland/Ostfriesland) | Turm der Midlumer Kirche       | Glockenturm           | Niedersachsen, Midlum (Rheiderland)             | 6,74°                            | 1,65 m                         |
| Turm 2021                                                        | Schiefer Turm von Gau-Weinheim | Glockenturm           | Rheinland-Pfalz, Gau-Weinheim                   | 5,4277°                          |                                |
| Turm 2006                                                        | Schiefer Turm von Dausenau     | Befestigungsturm      | Rheinland-Pfalz, Dausenau                       | 5,24°                            | 2,46 m                         |
| Kirchturm von Suurhusen                                          | Schiefer Turm von Suurhusen    | Kirchturm             | Niedersachsen, Suurhusen                        | 5,19°                            | 2,47 m                         |
| Stralauer Dorfkirche                                             | Dorfkirche Stralau             | Kirchturm             | Berlin, Friedrichshain                          | 5°                               | 0,93 m                         |
| Oberkirche Bad Frankenhausen                                     | Oberkirche                     | Kirchturm             | Thüringen, Bad Frankenhausen                    | 4,93°                            | 4,60 m                         |
|                                                                  | Metzgerturm (Ulm)              | Stadttor              | Baden-Württemberg, Ulm                          | 3,3°                             | 2,05 m                         |
| Turm der Martinskirche 2008                                      | Martinskirche                  | Kirchturm             | Baden-Württemberg, Neckartailfingen             | 2,26°                            | 1,31 m                         |
|                                                                  | St. Blasii                     | Kirchturm             | Thüringen, Nordhausen                           | 2°                               | 1,80 m                         |
| schiefer Turm der Jakobikirche (Sangerhausen)                    | Jakobikirche (Sangerhausen)    | Kirchturm             | Sachsen-Anhalt, Sangerhausen                    | 1,606°                           | 1,71 m                         |
| schiefer Turm St. Pankratius, Bendeleben                         | Sankt-Pankratius-Kirche        | Kirchturm             | Thüringen, Bendeleben                           | 1,484°                           | 1,13 m                         |
| Reichenturm 2006                                                 | Reichenturm                    | Befestigungsturm      | Sachsen, Bautzen                                | 1,47°                            | 1,44 m                         |
|                                                                  | Evangelische Kirche            | Kirchturm             | Baden-Württemberg, Schura                       | 1,4°                             | 0,62 m                         |
|                                                                  | Marktkirche St. Jacobi         | Kirchturm             | Niedersachsen, Einbeck                          | 1,32°                            | 1,50 m                         |
|                                                                  | St.-Katharinen-Kirche          | Kirchturm             | Sachsen-Anhalt, Oebisfelde-Weferlingen          | ca. 1,3°                         | 0,95 m                         |
| Johanniskirche 2004                                              | Johanniskirche                 | Glockenturm           | Baden-Württemberg, Schwäbisch Gmünd             | 1,1°                             | ca. 1,00 m                     |
| Stadtkirche, Ansicht von Osten                                   | St. Michaelis (Buttstädt)      | Kirchturm             | Thüringen, Buttstädt                            | 1,1°                             | ca. 1,00 m                     |
| „Schiefer Turm von Köln“ 2004                                    | „Schiefer Turm von Köln“       | Kirchturm             | Nordrhein-Westfalen, Köln                       | 1°                               | 0,77 m (nur 2004–2005 geneigt) |
| Kirche von Engerhafe                                             | Kirche Johannes der Täufer     | Glockenturm           | Niedersachsen, Engerhafe                        | ?                                | ?                              |
|                                                                  | St. Johannis                   | Kirchturm             | Niedersachsen, Lüneburg                         | ?                                | 2,20 m                         |
| Der verdrehte Turm 2010                                          | Sankt-Georgs-Kirche            | Kirchturm             | Nordrhein-Westfalen, Hattingen                  | ? (nur die Turmhaube ist schief) | ?                              |
| Der schiefe Turm 2008                                            | Pauluskirche                   | Kirchturm             | Nordrhein-Westfalen, Kamen                      | ? (nur die Turmhaube ist schief) | ?                              |
| Falterturm 2009                                                  | Falterturm                     | Befestigungsturm      | Bayern, Kitzingen                               | ?                                | ?                              |
| Schiefer Turm von Gronau                                         | Schiefer Turm von Gronau       | Befestigungsturm      | Niedersachsen, Gronau (Leine)                   | ?                                | ?                              |
|                                                                  | Pfarrkirche St. Stephan        | Kirchturm             | Bayern, Köngetried (Gemeinde Apfeltrach)        | ?                                | ?                              |
| Stadtseite 2015                                                  | Holstentor                     | Tortürme              | Schleswig-Holstein, Lübeck                      | ?                                | ?                              |
| Kirche Sankt Clemens mit verdrehtem Turm 2005                    | Pfarrkirche St. Clemens        | Kirchturm             | Rheinland-Pfalz, Mayen                          | ? (nur die Turmhaube ist schief) | ?                              |
|                                                                  | Pfarrkirche St. Pankratius     | Kirchturm             | Rheinland-Pfalz, Kaisersesch                    | ? (nur die Turmhaube ist schief) | ?                              |
|                                                                  | Pfarrkirche St. Peter und Paul | Kirchturm             | Bayern, Munningen                               | ?                                | 1,41 m                         |
| Pulverturm mit Resten der alten Stadtmauer 2005                  | Oldenburger Pulverturm         | Pulverturm            | Niedersachsen, Oldenburg                        | ?                                | ?                              |
| Marienkirche von Norden                                          | Marienkirche                   | Kirchturm             | Sachsen-Anhalt, Salzwedel                       | ? (nur die Turmhaube ist schief) | ?                              |
|                                                                  | St.-Stephanus-Kirche           | Kirchturm             | Niedersachsen, Schöppenstedt (bei Braunschweig) | ?                                | ?                              |
| „Schiefer Turm“                                                  | Schiefer Turm                  | Glockenturm/Turmhaube | Nordrhein-Westfalen, Soest                      | ? (nur die Turmhaube ist schief) | ?                              |
|                                                                  | St. Ottilia                    | Kirchturm             | Bayern, Salzdorf (Stadt Landshut)               | ?                                | 0,60 m                         |
|                                                                  | Filialkirche St. Martin        | Kirchturm             | Bayern, Sensau (Gemeinde Steinhöring)           | ?                                | 1,20 m                         |
|                                                                  | St.-Martin-Pfarrkapelle        | Kirchturm             | Baden-Württemberg, Sipplingen                   | ?                                | ≈0,50 m                        |
|                                                                  | St.-Viktor-Kirche              | Kirchturm             | Nordrhein-Westfalen, Schwerte                   | ? (nur die Turmhaube ist schief) | ?                              |
|                                                                  | St. Wilhadi                    | Kirchturm             | Niedersachsen, Stade                            | ?                                | ?                              |
|                                                                  | Leuchtfeuer Geestemündung Nord | Leuchtturm            | Bremen, Bremerhaven                             | ?                                | ?                              |

### Österreich
Die Sortierung erfolgt nach Neigungswinkel.
| Bild                                  | Bauwerk                               | Bauwerktyp | Ort                             | Neigung in ∡Grad | Überhang     |
| ------------------------------------- | ------------------------------------- | ---------- | ------------------------------- | ---------------- | ------------ |
| Pfarrkirche Waitzendorf (2010)        | Pfarrkirche Waitzendorf               | Kirchturm  | Niederösterreich, Schrattenthal | 1,1°             | ?            |
| Pfarrkirche Diersbach (2015)          | Pfarrkirche Diersbach                 | Kirchturm  | Oberösterreich, Diersbach       | ?                | fast 1 m (W) |
| Hl.-Martin-Kirche Lanzendorf (2010)   | Hl.-Martin-Kirche Lanzendorf          | Kirchturm  | Niederösterreich, Böheimkirchen | ?                | ?            |
| Pfarrkirche Peuerbach                 | Pfarrkirche Peuerbach                 | Kirchturm  | Oberösterreich, Peuerbach       | ?                | ?            |
| Evangelischer Glockenturm Walbersdorf | Evangelischer Glockenturm Walbersdorf | Kirchturm  | Burgenland, Walbersdorf         | ?                | ?            |

### Schweiz
Die Sortierung erfolgt nach Neigungswinkel.
| Bild                          | Bauwerk                                               | Bauwerktyp | Ort                    | Neigung in ∡Grad                                    | Überhang |
| ----------------------------- | ----------------------------------------------------- | ---------- | ---------------------- | --------------------------------------------------- | -------- |
| Mauritiuskirche in St. Moritz | Schiefer Turm der abgerissenen Mauritius-Kirchenruine | Kirchturm  | Graubünden, St. Moritz | 5,5°                                                | 3,18 m   |
|                               | Reformierte Kirche                                    | Kirchturm  | Thurgau, Steckborn     | (seit 2006, aber mit bloßem Auge nicht zu erkennen) | ?        |

### Übriges Europa
Die Sortierung erfolgt nach Land und innerhalb desselben nach Neigungswinkel.
| Bild                                  | Bauwerk                                                                       | Bauwerktyp             | Ort                                                                      | Neigung in ∡Grad                                  | Überhang                             |
| ------------------------------------- | ----------------------------------------------------------------------------- | ---------------------- | ------------------------------------------------------------------------ | ------------------------------------------------- | ------------------------------------ |
| Der schiefe Turm von Brügge 2012      | Der schiefe Turm von Brügge                                                   | Glockenturm (Belfried) | Belgien, Brügge                                                          | ?                                                 | 1 m                                  |
| Sint Petrus en Pauluskerk             | „Sint Petrus en Pauluskerk“                                                   | Kirchturm              | Belgien. Schelle (Belgien)                                               | ?                                                 | ?                                    |
| Onze-Lieve-Vrouw-Hemelvaartkerk       | Prämonstratenser-Abteikirche „Onze-Lieve-Vrouw-Hemelvaartkerk“                | Kirchturm              | Belgien, Ninove                                                          | ?                                                 | ?                                    |
| Leuchtturm Kiipsaare 2013             | Leuchtturm Kiipsaare                                                          | Leuchtturm             | Estland, Harilaid                                                        | 15° (bis 2006, danach selbstständige Aufrichtung) |                                      |
|                                       | Kilmacduagh Monastery                                                         | Rundturm               | Irland, Kilmacduagh                                                      | ?                                                 | 0,6 m                                |
| Schiefer Turm von Pisa 2004           | Schiefer Turm von Pisa                                                        | Campanile              | Italien, Pisa                                                            | 3,97°                                             | 3,9 m (vor 1990/2001: 5,2 m)         |
| Die zwei Türme                        | Türme von Bologna                                                             | Geschlechtertürme      | Italien, Bologna                                                         | ?                                                 | 3,20 m (Garisenda) 2,20 m (Asinelli) |
| Campanile der Chiesa di Santo Stefano | Chiesa di Santo Stefano                                                       | Kirchturm              | Italien, Venedig                                                         | 2,12°, da 60 m Höhe und 2 m Neigung               | 2 m                                  |
|                                       | Pfarrkirche von Barbian                                                       | Kirchturm              | Italien, Barbian                                                         | 2,43°                                             | 1,57 m                               |
|                                       | Duomo di Santo Stefano                                                        | Campanile              | Italien, Caorle                                                          | 1,4°                                              | ?                                    |
|                                       | Kirche San Martino                                                            | Campanile              | Italien, Burano in der Lagune von Venedig                                | 3,45°                                             | 1,83 m                               |
| Dom zu Portogruaro                    | Dom zu Portogruaro                                                            | Kirchturm              | Italien, Portogruaro                                                     | ?                                                 | ?                                    |
|                                       | San Leonardo, Schiefer Turm                                                   | Kirchturm              | Italien, Prato Carnico                                                   | ?                                                 | ?                                    |
|                                       | Torre comunale                                                                | Stadtturm              | Italien, Ravenna                                                         | ?                                                 | ?                                    |
|                                       | Torre Apponale                                                                | Stadtturm              | Italien, Riva del Garda                                                  | ?                                                 | ?                                    |
|                                       | Martinitoren                                                                  | Kirchturm              | Niederlande, Groningen                                                   | ?                                                 | 0,6 m                                |
|                                       | Walfriduskirche                                                               | Kirchturm              | Niederlande, Bedum                                                       | 4,18°                                             | 2,6                                  |
| Kirchturm 2005                        | Alte Kirche                                                                   | Kirchturm              | Niederlande, Delft                                                       | ?                                                 | 1,96 m                               |
|                                       | Oldehove                                                                      | Kirchturm              | Niederlande, Leeuwarden                                                  | ?                                                 | 1,99 m                               |
| Der schiefe Turm in Thorn 2016        | Schiefer Turm von Thorn                                                       | Befestigungsturm       | Polen, Thorn                                                             | 5,13°                                             | 1,46 m                               |
| Schiefer Turm von Frankenstein 2009   | Schiefer Turm von Frankenstein                                                | Glockenturm            | Polen, Frankenstein                                                      | 2,55°                                             | 1,5 m                                |
|                                       | Evangelische Kirche von Ruși-Slimnic                                          | Kirchturm              | Rumänien, Ruși-Slimnic (deutsch Reußen Kreis Hermannstadt, Siebenbürgen) | 5,3°                                              | 1,45 m                               |
|                                       | Hl. Margarethenkirche                                                         | Kirchturm              | Rumänien, Mediasch (Kreis Hermannstadt, Siebenbürgen)                    | ?                                                 | 2,30 m                               |
| Sujumbike-Turm 2003                   | Sujumbike-Turm im Kasaner Kreml                                               | Zitadellenturm         | Russland, Kasan                                                          | ?                                                 | 1,98 m                               |
| Schiefer Turm von Newjansk            | Schiefer Turm von Newjansk                                                    | Glockenturm/Wachturm   | Russland, Newjansk                                                       | 1,84° bzw. 2,19°                                  | 1,85                                 |
|                                       |                                                                               | Uhrturm                | Slowakei, Banská Bystrica                                                | ?                                                 | ?                                    |
|                                       | Dekanatskirche Mariä Himmelfahrt (tschechisch Kostel Nanebevzetí Panny Marie) | Kirchturm              | Tschechien, Aussig an der Elbe                                           | 1,77°                                             | 2,009 m                              |
|                                       | Greyfriars Tower                                                              | Kirchturm              | Vereinigtes Königreich, King’s Lynn                                      | 1°                                                | ?                                    |
|                                       | Church of St Mary and All Saints                                              | Kirchturm              | Vereinigtes Königreich, Chesterfield                                     | ?                                                 | 2,90 m                               |
|                                       | St.Laurence church                                                            | Kirchturm              | Vereinigtes Königreich, Surfleet                                         | ?                                                 | 2,90 m                               |
|                                       | Temple Church                                                                 | Kirchturm              | Vereinigtes Königreich, Bristol                                          | ?                                                 | 1,64 m                               |
|                                       | Elizabeth Tower, Palace of Westminster                                        | Uhrturm                | Vereinigtes Königreich, London                                           | 0,26°                                             | 0,46 m                               |
| Albert Memorial Clock Tower 2005      | Albert Memorial Clock Tower                                                   | Uhrturm                | Vereinigtes Königreich, Belfast                                          | ?                                                 | ?                                    |
| Der schräg stehende Südostturm        | Südostturm von Caerphilly Castle                                              | Befestigungsturm       | Vereinigtes Königreich, Caerphilly                                       | ?                                                 | 3 m                                  |
|                                       | Kirche von Landa                                                              | Kirchturm              | Schweden, Landa                                                          | ?                                                 | ?                                    |
|                                       | Heilige Dreifaltigkeitskirche(Gävle)                                          | Kirchturm              | Schweden, Gävle                                                          | "mehrere Grad"                                    | ?                                    |

### Außerhalb Europas
Nach Ländern gereiht. Richtungsangabe der Neigung als Himmelsrichtung.
| Bild                                        | Bauwerk                                       | Bauwerktyp                  | Ort                               | Neigung in ∡Grad                    | Überhang           |
| ------------------------------------------- | --------------------------------------------- | --------------------------- | --------------------------------- | ----------------------------------- | ------------------ |
| Nanmyint Wachturm (Schiefer Turm von Ava)   | Palastturm (27 Meter hoch)                    | Wachturm                    | Myanmar, Ava                      | ?                                   | ?                  |
| Ratneshwar Mahadev Tempel                   | Turm des Ratneshwar Mahadev Tempels am Ganges | Tempelturm                  | Indien, Varanasi                  | ?                                   | ?                  |
| Minarett der Nouri-Moschee                  | Minarett der Nouri-Moschee                    | Minarett                    | Irak, Mossul                      | ?                                   | ?                  |
| Das schiefe Minarett der Harput Ulu Moschee | Minarett der Harput Ulu Camii                 | Minarett                    | Türkei, Harput                    | unterer Teil: 7°, oberer Teil: 3,5° | ?                  |
| Das schiefe Minarett „Eğri Minare“          | Minarett „Eğri Minare“                        | Minarett                    | Türkei, Aksaray                   | 3,18°                               | ?                  |
| Das schiefe Minarett der Sivas Ulu Moschee  | Minarett der Sivas Ulu Camii                  | Minarett                    | Türkei, Sivas                     | ?                                   | ?                  |
| Millennium Tower                            | Millennium Tower, 301 Mission Street          | Hochhaus, Wohnungen, Neubau | Vereinigte Staaten, San Francisco | „merklich“                          | 0,66 m (2024) (NW) |
|                                             | Turm der Wanshou Tempelanlage                 | Tempelturm                  | Volksrepublik China, Xi’an        | ?                                   | (NW)               |

## Türme, die „schief“ genannt wurden
- „Schiefer Turm“, Name von Alt St. Thomä in Soest
- Schiefer Turm der Paulus-Kirche in Kamen
- FiftyTwoDegrees in Nimwegen[24]
- Krummturm